# Бахтаче
Бахтаче́ (тат. Бактачы) — деревня в Атнинском районе Республики Татарстан, в составе Кулле-Киминского сельского поселения.

## География
Деревня находится на границе с Республикой Марий Эл, в 18 км к северо-западу от районного центра — села Большая Атня.

## История
Деревня основана в XVI веке. В дореволюционных источниках упоминается также под названием Бахтачигар.
В XVIII — первой половине XIX века жители относились к категории государственных крестьян. Основные занятия жителей в этот период — земледелие, скотоводство и свиноводство.
В начале XX века в деревне функционировали мечеть, мектеб, 2 ветряные мельницы, 2 мануфактурные и мелочная лавки. В этот период земельный надел сельской общины составлял 375 десятин.
До 1920 года деревня входила в Кулле-Киминскую волость Краснококшайского (до 1919 года – Царёвококшайский) уезда Казанской губернии. С 1920 года в составе Арского кантона ТАССР. С 10 августа 1930 года в Тукаевском (с 25 марта 1938 года — Атнинский), с 12 октября 1959 года в Тукаевском, с 1 февраля 1963 года в Арский район, с 25 октября 1990 года в Атнинском районах.
С 1960 года деревня в составе колхоза «Алга», с 2006 года — ООО «Кулле-Кими», с 2011 года — ООО «Дусюм».

## Население
| 1859 | 1897 | 1908 | 1920 | 1926 | 1938 | 1949 | 1958 | 1970 | 1979 | 1989 | 2002 | 2010 | 2015 |
| ---- | ---- | ---- | ---- | ---- | ---- | ---- | ---- | ---- | ---- | ---- | ---- | ---- | ---- |
| 198  | 345  | 390  | 470  | 453  | 494  | 327  | 287  | 214  | 159  | 93   | 69   | 51   | 42   |

Национальный состав деревни — татары.

## Инфраструктура
В деревне действует учительский дом (с 2007 г.), начальная школа.

## Религия
Мечеть.